# Melomys leucogaster
Melomys leucogaster is een knaagdier uit het geslacht Melomys dat voorkomt op Nieuw-Guinea. Hij leeft voornamelijk ten zuiden van de Centrale Cordillera, maar er zijn ook enkele exemplaren gevangen bij Jayapura in het noorden van Nieuw-Guinea (hoewel die locatie volgens sommigen niet klopt). De grootste hoogte waar dit dier gevangen is is 1000 m. Hij leeft ook op enkele kleine, boomloze eilanden voor de kust, waar hij bij eb gevangen is terwijl hij op een drooggevallen rif foerageerde. Het is een grote, in bomen levende soort met een witte buik die nauw verwant is aan M. rufescens. Enkele soorten uit de eilanden rond Nieuw-Guinea (M. arcium, M. fulgens, M. talaudium en M. caurinus) werden vroeger als ondersoorten van M. leucogaster gezien.
De rug is donkerbruin, de onderkant wit, met een scherpe scheiding. De wangen zijn geelbruin. De staart is donker. Er zitten per centimeter elf schubben op de staart. Die zijn ietwat opgericht. Uit elke schub komt één haar. De kop-romplengte bedraagt 114 tot 182 mm, de staartlengte 117 tot 177 mm, de achtervoetlengte 27.5 tot 34.5 mm, de oorlengte 15 tot 18 mm en het gewicht 65 tot 175 gram. Vrouwtjes hebben 0+2=4 mammae.
Deze soort wordt vaak gezien in bladernesten in bomen als Pandanus. Er worden twee jongen tegelijk geboren.